# Vitalogy
Vitalogy — третий студийный альбом американской рок-группы Pearl Jam, вышедший в 1994 году. На момент выпуска компакт-диск «Vitalogy» занял второе место по скорости продажи за всю историю шоу-бизнеса, первое же место принадлежало предыдущему альбому группы «Vs.». К 2007 году альбом стал пятикратно «платиновым» в США.
Для записи своего третьего альбома Pearl Jam снова работала с продюсером Бренданом O’Брайеном. Многие песни были написаны во время выступлений в рамках «Vs. Tour» и большинство треков с будущего альбома были записаны в перерывах между выступлениями.

## Запись
Первая сессия записи была сделана в конце 1993 года в Новом Орлеане, Луизиана, где группа записала песни «Tremor Christ» и «Nothingman». Остальная часть материала была написана и записана в 1994 году на студиях в Сиэтле, Вашингтон, и Атланте, Джорджия, группа закончила запись альбома в «Bad Animals Studio», Сиэтл, после завершения тура. Песня «Immortality» была написана а апреле 1994 года, когда группа была с выступлением в Атланте.
В это время в группе складываются напряжённые отношения. Продюсер Брендан O’Брайен сказал: «Vitalogy был немного напряжённым». Басист Джефф Амент сказал, «общение проходило крайне напряжённо». Барабанщик Дэйв Аббруццезе заявил, что гитарист Стоун Госсард прекращает участие в группе. По словам Госсарда, «Vitalogy» первый альбом, где ведущий вокалист Эдди Веддер принимал окончательное решение. В это время, Госсард думал об уходе из группы. Госсард сказал, что группа испытывала затруднения, таким образом большинство песен были сложены из джем-сейшнов. Он добавил, что «80 % песен были написаны за 20 минут до того, как они были записаны». Во время производства Vitalogy ведущий гитарист Майк Маккриди пошёл на реабилитацию от алкогольной и наркотической зависимости.
В песне «Satan’s Bed» вместо Аббруззеса на барабанах играл Джимми Шоэф. В день записи Аббруззес был в больнице, ему удаляли миндалины. Веддер и Госсард попросили Шоэфа сыграть на барабанной установке. Его вносят в список музыкантов как «Jimmy». Спустя месяцы после окончания начальных сессий записи, в августе 1994 года Аббруззес был уволен, из-за личных конфликтов с участниками группы. Госсард сказал, «Это была витрина того, как политика работала в нашей группе: моё дело сказать, „Эй, мы попробовали, это не работает, время, чтобы идти дальше“. На первых парах это была политическая борьба, по любой причине общение с Эдом и Джэффом проходило очень натянуто. Я, конечно, не думаю, что это была ошибка одного Аббруззеса». Джек Айронс барабанщик Red Hot Chili Peppers и преемник Аббруззеса, играет на барабанах в песне «Hey Foxymophandlemama, That’s me». Стоун Госсард сказал, «Джек вошёл в группу прямо в конце работы над Vitalogy. Джек — это глоток свежего воздуха. У всех было сильное чувство дружбы с ним. Он должен был только доиграть на барабанах».

## Список композиций
| №                   | Название                                        | Текст песни         | Музыка                        | Длительность |
| ------------------- | ----------------------------------------------- | ------------------- | ----------------------------- | ------------ |
| 1.                  | «Last Exit»                                     | Эдди Веддер         | Дейв Аббруззес, Стоун Госсард | 2:54         |
| 2.                  | «Spin the Black Circle»                         | Эдди Веддер         | Стоун Госсард                 | 2:47         |
| 3.                  | «Not for You»                                   | Эдди Веддер         | Эдди Веддер                   | 5:51         |
| 4.                  | «Tremor Сhrist»                                 | Эдди Веддер         | Майк Маккриди, Джефф Амент    | 4:12         |
| 5.                  | «Nothingman»                                    | Эдди Веддер         | Джефф Амент                   | 4:35         |
| 6.                  | «Whipping»                                      | Эдди Веддер         | Эдди Веддер                   | 2:33         |
| 7.                  | «Pry, to»                                       | Эдди Веддер         |                               | 1:03         |
| 8.                  | «Corduroy»                                      | Эдди Веддер         |                               | 4:37         |
| 9.                  | «Bugs»                                          | Эдди Веддер         |                               | 2:44         |
| 10.                 | «Satan’s Bed»                                   | Эдди Веддер         |                               | 3:30         |
| 11.                 | «Better man»                                    | Эдди Веддер         |                               | 4:28         |
| 12.                 | «Aye Davanita»                                  | Эдди Веддер         |                               | 2:57         |
| 13.                 | «Immortality»                                   | Эдди Веддер         |                               | 5:28         |
| 14.                 | «Hey Foxymophandlemama, That’s me» (Stupid mop) | Эдди Веддер         |                               | 7:43         |
| Общая длительность: | Общая длительность:                             | Общая длительность: | Общая длительность:           | 55:30        |

| №   | Название                         | Текст песни | Длительность |
| --- | -------------------------------- | ----------- | ------------ |
| 15. | «Better man» (Guitar/Organ Only) | Эдди Веддер | 3:55         |
| 16. | «Corduroy» (Alt. Take)           | Эдди Веддер | 4:44         |
| 17. | «Nothingman» (Demo)              | Эдди Веддер | 4:36         |

## Невошедший материал
«Hard to Imagine» песня невошедшая в предыдущий альбом «Vs.», была записана во время сессий записи альбома. Её можно найти на саундтреке к фильму «Chicago Cab», 1998 года.

## Vitalogy Tour
В поддержку альбома Pearl Jam отправились в Vitalogy Tour, который проходил в Азии, Океании и США. Тур начался 18 февраля 1995 года с выступления в Сендае, Япония, а закончился 7 ноября 1995 года выступлением в Сан-Диего, Калифорния.
Тур по США оказался для группы проблематичным. Амент сказал, что группа и её команда должны были «построить шоу с нуля». В июне 1995 года группа, как намечали, будет играть в Голден Гейт Парке, Сан-Франциско перед аудиторией в 50 000 человек. Перед концертом Веддер был вынужден остаться в больнице из-за пищевого отравления. Веддер вышел из больницы, чтобы отыграть концерт, однако он не смог его закончить, в итоге на концерте Веддером было исполнено только семь из двадцати одной песни с группой. Остальную часть концерта пел Нил Янг. Из-за состояния здоровья Веддера группа была вынуждена отменить оставшиеся концерты тура по Соединенным Штатам. Некоторые концерты всё-таки состоялись, в то время как остальные были перенесены.

### Чарт
| Чарт (1994)              | Позиция |
| ------------------------ | ------- |
| Billboard 200            | 1       |
| Australian Albums Chart  | 1       |
| New Zealand Albums Chart | 1       |
| Swedish Albums Chart     | 1       |
| UK Albums Chart          | 4       |
| Austrian Albums Chart    | 7       |
| Dutch Albums Chart       | 7       |
| Norwegian Albums Chart   | 7       |
| German Albums Chart      | 8       |
| Swiss Albums Chart       | 17      |
| Чарт (1995)              | Позиция |
| Canadian Albums Chart    | 2       |

| Регион | Сертификация  | Продажи    |
| --- | ------------- | ---------- |
| Канада (Music Canada) | 5× Платиновый | 500 000^   |
| Польша (ZPAV) | Золотой       | 50 000*    |
| Великобритания (BPI) | Золотой       | 100 000^   |
| США (RIAA) | 5× Платиновый | 5 000 000^ |
| * Данные о продажах приведены только на основе сертификации. ^ Данные о тиражах приведены только на основе сертификации. |               |            |

### Синглы
| Год  | Сингл                   | Позиция | Позиция | Позиция | Позиция | Позиция | Позиция | Позиция | Позиция | Позиция | Позиция | Позиция | Позиция |
| Год  | Сингл                   | US      | US Main | US Mod  | AUS     | CAN     | GER     | IRE     | NLD     | NOR     | NZ      | SWE     | UK      |
| ---- | ----------------------- | ------- | ------- | ------- | ------- | ------- | ------- | ------- | ------- | ------- | ------- | ------- | ------- |
| 1994 | «Spin the Black Circle» | 18      | 16      | 11      | 3       | —       | 92      | 6       | 21      | 5       | 2       | 16      | 10      |
| 1994 | «Tremor Christ»         | —       | 16      | 16      | —       | 67      | —       | —       | —       | —       | —       | —       | —       |
| 1995 | «Better man»            | —       | 1       | 2       | —       | 9       | —       | —       | —       | —       | —       | —       | —       |
| 1995 | «Corduroy»              | —       | 22      | 13      | —       | —       | —       | —       | —       | —       | —       | —       | —       |
| 1995 | «Not for You»           | —       | 12      | 38      | 29      | —       | —       | 26      | —       | —       | 10      | —       | 34      |
| 1995 | «Immortality»           | —       | 10      | 31      | —       | 62      | —       | —       | —       | —       | 29      | —       | —       |

## Участники записи
| Pearl Jam - Дэйв Аббруццезе — барабаны - Джефф Амент — бас гитара, вокал - Стоун Госсард — гитара, вокал, меллотрон - Джек Айронс — барабаны в «Hey Foxymophandlemama, That’s me» - Майк Маккриди — гитара, вокал - Эдди Веддер — вокал, гитара, аккордеон | Сессионные музыканты и продюсеры - Бэрри Амент — Раскладка - Джон Бартон, Кэрам Костанзо, Адам Каспер, Кевин Скотт, Трина Сшоймэкер — ассистенты - Ник ДиДия — инженеринг - Бретт Элисон — запись/микс в «Hey Foxymophandlemama, That’s me» - Лэнс Мерсер — фотограф - Брендан О’Брайен — продакшн, орган, запись - Pearl Jam — продакшн - Джимми Шоэф — барабаны в «Satan’s Bed» - Джоэл Зиммерман — художественный руководитель |